# Лицева артерія
 Лицева артерія  (лат. a. facialis) — це парна кровоносна судина, що відходить від зовнішньої сонної артерії та постачає артеріальну кров до поверхневих структур обличчя.

## Топографія
Лицева артерія відходить від зовнішньої сонної артерії в сонному трикутнику дещо вище язикової артерії, йде косо вгору під двочеревцевим і шилопід'язиковим м'язами, над якими артерія входить в піднижньощелепну залозу на задній її поверхні.
Потім лицева артерія перекидається над тілом нижньої щелепи в передньо-нижньому куті жувального м'яза; проходить вперед і вгору через щоку до кута рота, потім піднімається уздовж бічної поверхні носа, і закінчується на медіальному куті ока термінальною гілкою під назвою кутова артерія.

## Гілки
- Висхідна піднебінна артерія
- Підборідна артерія
- Нижня губна артерія
- Верхня губна артерія
- Кутова артрія

## Кровопостачання м'язів
- Щічний м'яз (m. buccinator)
- М'яз-підіймач кута роту (m. levator anguli ori)
- М'яз-підіймач верхньої губи
- М'яз-підіймач верхньої губи і крила носа (m. levator labii superioris alaequae nasi)
- М'яз-підіймач піднебінної завіски (musculus levator veli palatine)
- Жувальний м'яз (m. masseter)
- Підборідний м'яз (m. mantalis)
- Щелепно-під'язиковий м'яз
- Носовий м'яз (m. nasalis)
- Піднебінно-язиковий м'яз (m. palatoglossus)
- Піднебінно-глотковий м'яз (m. palatopharyngeus)
- Платизма (platisma)
- М'яз гордіїв (m. procerus)
- М'яз сміху (m. risorius)
- Шило-язиковий м'яз (m. styloglossus)